# Théophraste Renaudot
Théophraste Renaudot (Loudun, 1586 – Parigi, 25 ottobre 1653) è stato un giornalista, medico e filantropo francese.

## Biografia

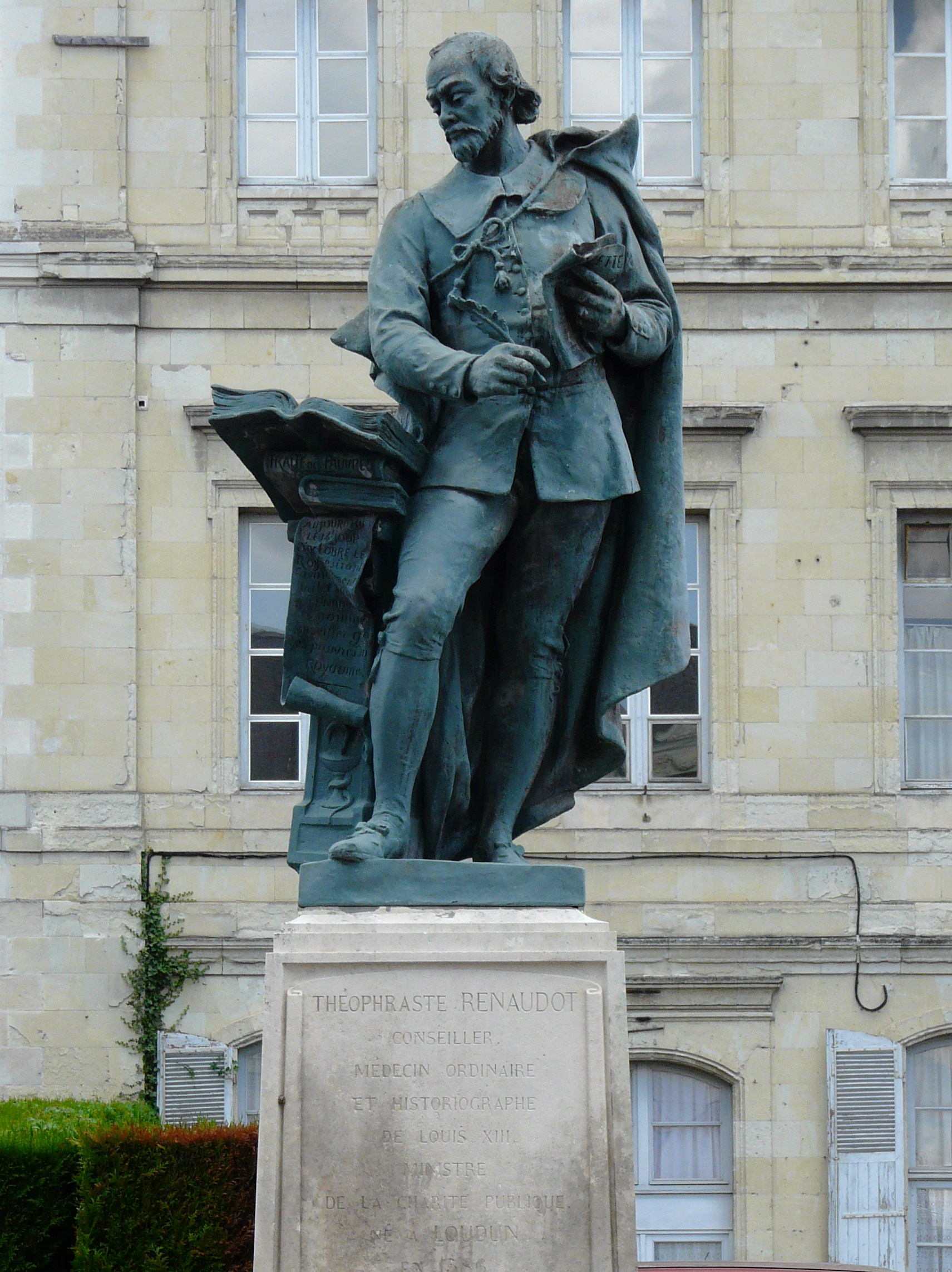
Loudun, Monumento a Théophraste Renaudot

Nato in una modesta famiglia della borghesia protestante di Loudun, studiò medicina all'Università di Montpellier, aperta allora ai protestanti. Dopo la laurea (1606) visitò l'Italia, la Germania e forse l'Inghilterra. Esercitò la professione medica dapprima a Coucouron, nell'Ardèche, e poi a Parigi, dove si stabilì nel 1612. Medico di corte, dopo essersi convertito al cattolicesimo grazie al cappuccino Padre Giuseppe da Parigi e aver ottenuto la protezione di Richelieu, ebbe molto a cuore la sorte dei poveri per i quali dette consultazioni gratuite, istituì un ufficio di collocamento e progettò l'istituzione di un ospedale per l'assistenza medica gratuita. Nel 1629 fondò a Parigi il "Bureau d'adresses et des rencontres", una specie di agenzia d'informazioni che pubblicava un giornale di annunci (Feuille du bureau d'adresses). Nominato Commissario generale dei poveri del regno (commissaire aux pauvres du royaume) istituì un monte di pietà, il primo del genere in Francia. 
Nel 1631, ottenuta la necessaria autorizzazione, iniziò la pubblicazione di un giornale settimanale stampato, la Gazette (poi La Gazette de France) il cui primo numero uscì il 30 maggio 1631 e che continuò a essere pubblicato fino al 1914. La Gazette, che aveva lo scopo d'informare i lettori sugli avvenimenti della corte, e si occupava prevalentemente di questioni politiche e diplomatiche, è il giornale più antico che può essere assimilato alle moderne riviste. Nel 1635 ottenne in esclusiva dal sovrano il privilegio della stampa dei fogli periodici. Suscitò con le sue iniziative l'ostilità della Facoltà di medicina della Sorbona tanto che, dopo la morte del suo protettore Richelieu (1642), gli fu proibito l'esercizio della professione medica e fu costretto a chiudere il monte di pietà con l'accusa di usura. Continuò tuttavia a fornire consulenze ed a sovraintendere ai suoi giornali.
Al suo nome nel 1925 è stato intitolato il Premio Renaudot, un importante premio letterario francese.

## Opere
- Théophraste Renaudot, Recueil des gazettes, nouvelles, relations et autres choses mémorables de toute l'année 1631 (Gallica, on-line)
- Abrégé de la vie et de la mort du prince de Condé, 1647
- La Vie et la mort du maréchal de Gassion, 1647
- La Vie de Michel Mazarin, 1648